# Dipara andreabalzerae
Dipara andreabalzerae – gatunek błonkówki z rodziny Diparidae. Endemit Kenii.

## Taksonomia
Gatunek ten opisany został po raz pierwszy w 2021 roku przez Christopha Brauna i Ralpha S. Petersa na łamach „ZooKeys”. Jako lokalizację typową wskazano Las Kakamega w Kenii. Epitet gatunkowy nadano na cześć Andrei Balzer, matki jednego z autorów.

## Morfologia samicy
Błonkówka o ciele długości od 1619 do 2183 µm i ubarwieniu głównie żółtawobrązowym do brązowego.
Okrągła, około 1,3 raza szersza niż wysoka głowa ma mocno rozproszone dołeczki na metalicznie niebiesko podbarwionym ciemieniu, siateczkowaną i pobrużdżoną górną część twarzy oraz siateczkowatą i skąpo oszczecinioną dolną część twarzy. Blisko siebie osadzone czułki mają biały spód trzonka, żółtawobiałe wierzch trzonka, nóżkę, pierwszy człon biczyka i buławkę oraz brązową pozostałą część biczyka.
Mezosoma jest smukła. Duże i wydłużone przedplecze ma prawie rowkowaną powierzchnię i ciemnobrązowe boki. Tarcza śródplecza jest zaopatrzona w dwie pary szczecinek, pośrodku i po bokach siateczkowana, zaś w części środkowo-bocznej gładka, po bokach czarna. Notauli zbiegają się w połowie długości owej tarczy. Axillae są siateczkowane. Siateczkowato-pomarszczona tarczka śródplecza jest metalicznie podbarwiona, wyniesiona, w widoku bocznym umieszczona pod kątem 120–125° względem ciemnobrązowego frenum. Skrzydła są skrócone, sięgające do połowy długości stylika. Odnóża mają białe biodra, krętarze i nasadowe ćwiartki ud oraz jasnożółtawobrązowe części pozostałe. Pozatułów jest gładki pośrodku i poprzecznie żeberkowany po bokach.
Metasoma ma krótki, żebrowato-marszczony pomostek. Gaster w 1/3 pokryty jest pierwszym, pozbawionym szczecinek tergitem. Kolejne jego tergity są coraz jaśniejsze, z wyjątkiem siódmego, który ma bladożółtobrązowy przód i brązowy tył. Pokładełko ma brązową osłonkę.

## Ekologia i występowanie
Owad afrotropikalny, znany wyłącznie z Lasu Kakamega w Kenii. Spotykany na rzędnych od 1425 do 1618 m n.p.m. Zasiedla ściółkę.